# Имя существительное в немецком языке
И́мя существи́тельное в неме́цком языке́ — самостоятельная именная часть речи, обозначающая целую группу предметов, явлений, живых существ и т. д., отвечающая на вопросы «wer?» и «was?». Как часть речи немецкое существительное имеет ряд грамматических категорий: род, число и падеж. В предложении существительное играет разные роли, обычно — подлежащее. Все немецкие существительные, нарицательные или собственные имена, на письме начинаются с заглавной буквы.

## Множественное число
В немецком языке нет единой формы образования множественного числа существительных. Оно может сопровождаться присоединением окончаний и умлаутом корневой гласной. Выделяются несколько групп по типу образования множественного числа.

### Исконно германские слова и германизированные заимствования
Образование множественного числа исконно германских имён существительных, а также заимствованных существительных, подвергшихся полной германизации, происходит по одной из следующих схем:
| 1 | м.р. | der Baum   | die Bäume   | der Wald | die Wälder | /         | /          | der Boden   | die Böden   |
| 1 | ж.р. | die Frucht | die Früchte | /        | /          | /         | /          | die Mutter  | die Mütter  |
| 1 | с.р. | das Floß   | die Flöße   | das Buch | die Bücher | /         | /          | das Kloster | die Klöster |
| 2 | м.р. | /          | /           | /        | /          | der Bär   | die Bären  | der Jäger   | die Jäger   |
| 3 | м.р. | der Berg   | die Berge   | /        | /          | der Bauer | die Bauern | /           | /           |
| 3 | ж.р. | /          | /           | /        | /          | die Birne | die Birnen | /           | /           |
| 3 | с.р. | das Schaf  | die Schafe  | /        | /          | das Auge  | die Augen  | das Opfer   | die Opfer   |

Тип 1: Корневая гласная в единственном числе не имеет умлаута, но приобретает его во множественном числе.
Тип 2: Корневая гласная имеет умлаут как в единственном, так и во множественном числе.
Тип 3: Корневая гласная в единственном числе не имеет умлаута, и остаётся без него во множественном числе.

### Заимствованные слова
Заимствованные слова могут полностью сохранять множественные формы из языков-источников. В некоторых случаях параллельно употребляются как германизированные, так и оригинальные формы (например, множественное число от слова die Pizza — die Pizzen или die Pizzas). В некоторых словах происходит смешение грамматических конструкций, при котором во множественном числе сохраняются исходные суффиксы из языка-оригинала и при этом приобретается свойственное немецким словам окончание.
| der Chef  | die Chefs  | der Atlas  | die Atlanten | das Praktikum | die Praktika | der Terminus  | die Termini    |
| die Pizza | die Pizzas | der Virus  | der Viren    | das Genus     | die Genera   | die Supernova | die Supernovae |
| das Kino  | die Kinos  | das Museum | die Museen   | das Komma     | die Kommata  |               |                |
| die CD    | die CDs    |            |              | das Tempus    | die Tempora  |               |                |

## Склонение существительных

### В единственном числе
В единственном числе все немецкие существительные склоняются по нескольким типам:
- Сильное склонение характерно для большинства существительных мужского и среднего рода, его характерной чертой является флексия -(e)s в Genitiv.
- Слабое склонение имеет место у некоторых существительных мужского рода (односложные одушевленные, оканчивающиеся на -e), для него характерно наличие окончаний -en или -n.
- Женское склонение, соответственно, изменяет существительные женского рода, выделяется отсутствием флексий в единственном числе.
- Смешанное склонение сочетает признаки слабого и сильного склонений, прибавляя к существительному окончание -n и -s в Genitiv.

| Падеж                                | Сильное     | Сильное      | Слабое    | Женское   |
| ------------------------------------ | ----------- | ------------ | --------- | --------- |
| Nominativ; Wer-Fall, erster Fall     | der Vetter  | das Werk     | der Affe  | die Kunst |
| Genitiv; Wes[sen]-Fall, zweiter Fall | des Vetters | des Werk(e)s | des Affen | der Kunst |
| Dativ; Wem-Fall, dritter Fall        | dem Vetter  | dem Werk(e)  | dem Affen | der Kunst |
| Akkusativ; Wen-Fall, vierter Fall    | den Vetter  | das Werk     | den Affen | die Kunst |

Имена собственные имеют свои особенности склонения в единственном числе. В частности, употребляющиеся с определённым артиклем существительные, являющиеся названиями, имеют склонение, аналогичное соответствующему роду для обычных существительных (иногда отсутствует флексия Genetiv). Однако имена, употребляемые без артикля, имеют окончание -s только в родительном падеже, а в остальных не имеют.

### Во множественном числе
Склонение во множественном числе происходит одинаково (безотносительно к роду). В Dativ присоединяется окончание -n, если его или окончания -s нет.
| Падеж     | Множественное число | Множественное число | Множественное число |
| --------- | ------------------- | ------------------- | ------------------- |
| Nominativ | die Freunde         | die Kinos           | die Uhren           |
| Genitiv   | der Freunde         | der Kinos           | der Uhren           |
| Dativ     | den Freunden        | den Kinos           | den Uhren           |
| Akkusativ | die Freunde         | die Kinos           | die Uhren           |